# M4 motorway

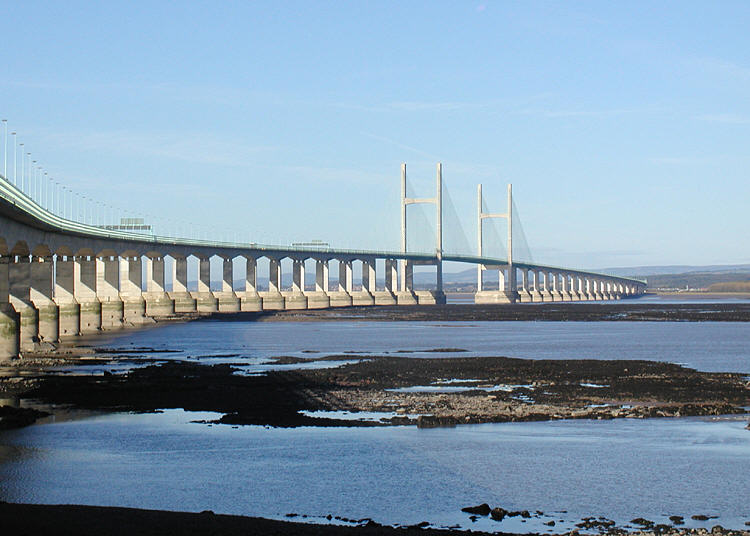
Schrägseilbrücke der M4 über den Severn zwischen England und Wales

Der M4 motorway (englisch für ‚Autobahn M4‘) ist eine Autobahn in Großbritannien, die London mit Wales verbindet. Sie ist Teil der nicht ausgeschilderten Europastraße 30. Sie beginnt im Westen Londons (Chiswick), wichtige Orte an der Strecke sind Reading, Swindon, Bristol, Newport, Cardiff, Bridgend, Swansea und Llanelli. Ursprünglich trug diese Autobahn den Namen „London-South Wales Motorway“ und ersetzt auf der englischen Seite die alte A-Straße A4 (London–Bristol).

## Geschichte
Eine neue Straße auf der Trasse London–Südwales war in den 1950er Jahren vom britischen Verkehrsministerium als eines der ersten Projekte in der Nachkriegszeit geplant. Der Bau begann mit der Ortsumgehung von Maidenhead (westlich von London), die 1961 eröffnet wurde und trug vor der Eröffnung die Nummer A4(M). Im Jahre 1965 war die Strecke London–Maidenhead fertig, zusammen mit der schon 1959 eröffneten Hochstraße in Chiswick.
Zwischenzeitlich hatte auch der Bau in der Umgebung von Bristol bis Newport begonnen. Herzstück dieser Strecke ist die Severn-Brücke, die heute auf der Motorway M48 liegt; die Anschlussstellen 18 (bei Yate) bis 23 (bei Magor in Wales) wurden Ende 1966 eröffnet. Weiter westlich wurde aber schon früher im Jahr 1966 die überhaupt erste Autobahn in Wales eröffnet, die alte A48 (M) in Port Talbot, welche heute Teil der M4 ist. Im Jahre 1967 wurde die Ortsumgehung von Newport fertiggestellt, deren Westende bei Tredegar Park früher als Endpunkt der M4 geplant war; nach der Gründung des Welsh Office im Jahr 1964 wurden aber Pläne für eine Verlängerung weiter nach Westen bearbeitet.
Im Jahre 1971 wurden alle fehlenden Strecken in England, das heißt die Lücke zwischen Maidenhead und Yate, fertiggestellt und, mit einigen Ausnahmen, die alten Ortsumgehungen auf drei Spuren je Richtung erweitert. In Wales konzentrierte man sich auf den Bau verschiedener Ortsumgehungen, beginnend mit der Ortsumgehung von Morriston bei Swansea im Jahre 1972 (ursprünglich als A48 (M) geplant). Im Jahre 1977 wurden weitere große Teile eröffnet, darunter die Osteinfahrt von Cardiff, die Strecken Cardiff–Bridgend, Pyle–Port Talbot und Morriston–Portarddulais. Im Jahre 1980 folgten auch Ortsumgehungen von Cardiff und Bridgend. Nur die sechs Meilen lange Strecke zwischen Port Talbot und Morriston blieb auf Grund des Moorbodens und des schiffbaren Flusses Neath über lange Jahre nicht verwirklicht. Erst 1994 wurde die Lücke geschlossen.
Die letzte Änderung fand im Jahre 1996 statt mit der Eröffnung der neuen Schrägseilbrücke über den Severn zwischen England und Wales, der Second Severn Crossing, die 2018 in Prince of Wales Bridge umbenannt wurde. Die alte Trasse wurde daraufhin in M48 umbenannt.
Im Jahre 2010 wurden Erweiterungsarbeiten von vier auf sechs Spuren an der Ortsumgehung von Cardiff abgeschlossen.

## Sonstiges
Im Jahre 1999 wurde in einem Pilotprojekt auf einem kurzen Teilstück in London eine Busspur eingerichtet. Im Jahre 2010 wurde das Projekt vorläufig beendet und der vorherige Zustand wiederhergestellt. Zu den Olympischen Spielen 2012 wurde das Experiment aber wiederholt.
Es war geplant, südlich von Newport eine neue Autobahn namens M4 Toll zu bauen. Wie der Name vermuten lässt, sollte es sich um eine private Autobahn ähnlich der Motorway M6 Toll bei Birmingham handeln. Diese neue Autobahn sollte die M4 bei Newport entlasten, insbesondere das Nadelöhr um die Brynglas-Tunnel, welche nicht erweitert werden können. Die geplanten Kosten beliefen sich ursprünglich auf 350 Mio. GBP. Nach einer Kostensteigerung auf eine Milliarde GBP entschied sich die walisische Regierung 2009 jedoch, das Projekt zu verwerfen.